# Имнаишвили, Тамаз Зурабович
Тама́з Зура́бович Имнаишви́ли (груз. თამაზ ზურაბის ძე იმნაიშვილი, род. 28 июля 1954, Тбилиси) — советский и грузинский спортивный стрелок. Участник летних Олимпийских игр 1980, 1988 и 1996 годов, чемпион мира по стендовой стрельбе 1981 года, четырёхкратный серебряный и пятикратный бронзовый призёр чемпионата мира, чемпион Европы 1977 года, двукратный серебряный и бронзовый призёр чемпионата Европы.

## Биография
Тамаз Имнаишвили родился 28 июля 1954 года в Тбилиси.
Выступал в соревнованиях по стендовой стрельбе в ските. Представлял «Динамо» из Тбилиси. В 1975 году завоевал золото чемпионата СССР в личном турнире.
В международных соревнованиях до 1992 года выступал за СССР, после этого — за Грузию.
В 1977 году стал чемпионом Европы в командном зачёте. Кроме того, на его счету ещё три медали личных турниров — серебро в 1984 и 1985 годах, бронза в 1981 году.
В 1981 году завоевал золотую награду чемпионата мира в личном турнире. Также завоевал четыре серебряных (1993 — личный турнир, 1979, 1983, 1990 — командный зачёт) и пять бронзовых (1979, 1990 — личный турнир, 1981, 1986, 1995 — командный зачёт) медалей.
В 1980 году вошёл в состав сборной СССР на летних Олимпийских играх в Москве. В личном турнире занял 9-е место, разбив 195 из 200 мишеней и уступив 1 очко завоевавшему золото Кьеллю Расмуссену из Дании.
В 1988 году вошёл в состав сборной СССР на летних Олимпийских играх в Сеуле. В личном турнире занял 25-е место, разбив 146 из 150 мишеней и не попав в финал.
В 1996 году вошёл в состав сборной Грузии на летних Олимпийских играх в Атланте. В личном турнире поделил 9-14-е места, разбив 121 из 125 мишеней и не попав в финал.
Заслуженный мастер спорта СССР (1981).
Живёт в Тбилиси. Входит в президиум Европейской стрелковой конфедерации.